# Chrysostome de Saint-Lô
Chrysostome de Saint-Lô, né à Saint-Lô en 1594, mort en 1646), est un prêtre normand, influent comme confesseur et auteur d'ouvrages de spiritualité.
 

## Confesseur de reines
Religieux du Tiers-Ordre de Saint-François, le Père Chrysostome est connue pour l'influence qu'il a eu auprès des reines Marie de Médicis et Anne d'Autriche qui le choisissent comme confesseur. Il a aussi un rôle important dans la création de l'ermitage de Caen, Jean de Bernières s'inspirant en grande partie de son enseignement et de sa doctrine.
Il est l’auteur de nombreux ouvrages d’ascèse et de méditation ainsi que d’un traité sur saint Augustin. 
 

## Source
Dictionnaire des personnages remarquables de la Manche, tome  3, Jean-François Hamel, sous la direction de René Gautier,  (ISBN 2-914 541 17 1)